# WI-38

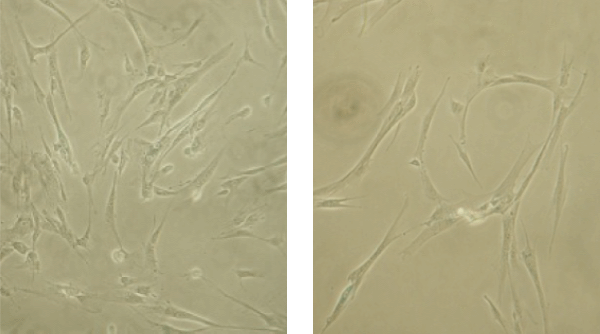
體外培養的WI-38細胞（左：高密度時的圖像。右：低密度時的圖像）

WI-38是一種生物醫學領域常用的細胞系，其本質爲體外（in vitro）培養的人胚肺成纖維細胞。該細胞系由美國生物學家雷納德·海弗里克於1960年建立。
WI-38細胞爲有限細胞系，一般在培養50代左右後會衰老死亡，理論上，WI-38細胞最終會徹底耗盡。但因爲海弗里克在1960年代建系時凍存了數百管傳代8次的原代培養人胚肺成纖維細胞（即後來的WI-38細胞），因此，WI-38細胞能在相當長一段時間內滿足研究者的需求。根據一篇發表於1976年的文章，即使只討論一半由海弗里克凍存的WI-38細胞，也需要自那時起66年後WI-38細胞才會徹底用盡。
與通常爲非整倍體的永生化細胞系（如腫瘤細胞、轉化處理後的細胞）不同，WI-38細胞在體外培養時基因組能維持二倍體狀態，各方面的性狀均與正常細胞接近。加上WI-38細胞的差異較不同的原代培養細胞株之間的差異小，因而WI-38在生命科學領域得到了廣泛的應用。WI-38尤其常用於疫苗研製或腫瘤發生機理的研究。但因爲WI-38細胞系來自人工流產的，且沒有經過胎兒母親的知情同意，WI-38細胞引起了一定的倫理學爭議。

## 特徵

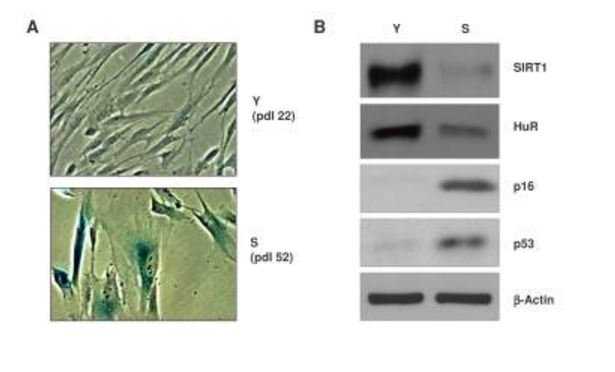
圖A爲低傳代數（上）及高傳代數（下）的WI-38細胞β-半乳糖苷酶活性分析，藍色越深說明該部位酶活性越強。此圖說明高傳代數的衰老WI-38細胞β-半乳糖苷酶活性更高。圖B爲低傳代數及高傳代數的WI-38Western Blot（西方墨點法）分析結果。可以說明高傳代數的衰老WI-38細胞p53、p16蛋白表達明顯升高，而SIRT1、HuR基因表達下降（β-肌動蛋白（β-actin）爲內參，用於指示各泳道的總蛋白量大致相等）。此圖來自伯納德·S·馬拉薩（Bernard S. Marasa）等於2010年發表於開放獲取學術期刊《衰老》（Aging (Albany NY)）上的一篇文章

WI-38的本質爲體外培養的人胚肺成纖維細胞，通過相差顯微鏡等可以觀察到，體外培養的WI-38細胞的形態成梭形，界限較模糊。細胞核體積較大，呈圓形，可能含有多個核仁。與常用的永生化細胞系不同，WI-38爲有限細胞系，在體外培養時能維持二倍體狀態，各方面特性與正常的體細胞更接近。WI-38細胞在培養的早期，細胞分裂相對較快。但培養到一定代數後（大約在細胞分裂50次左右後），細胞開始整體衰老，分裂會開始減緩，甚至細胞數目不會進一步增加（此現象稱爲海弗里克極限）。隨着細胞進一步衰老，細胞會開始大面積凋亡，直至最後全部死亡。根據端粒酶學說，上述現象是由端粒縮短造成。當細胞分裂到一定次數後，染色體兩端的端粒序列已用盡，更內部的編碼區域開始被截短，造成細胞衰老死亡。但研究者根據需要可以使用射線照射、病毒轉化等手段處理WI-38細胞使其永生化。永生化後的WI-38能夠無限生長分裂，但同時染色體組等性狀也會發生變化。
研究表明，WI-38細胞爲終末分化的細胞，不再具有任何分化潛能。

## 培養方法
研究人員可以從ATCC（美国典型培养物保藏中心）等機構購入WI-38細胞。在收到凍存的WI-38細胞後，對其進行復甦。體外培養WI-38細胞使用加有10%胎牛血清（FBS）的DMEM或EMEM等最小限度培養基培養即可。平時，WI-38應放在含有5%二氧化碳的37攝氏度無菌培養箱中。另外，可以根據需要，向培養基中加入1%青黴素-鏈黴素以減少細菌污染風險。WI-38傳代時，使用0.25%胰酶消化細胞，處理後再以1:2-1:4的比例將細胞轉入新的培養皿中。如需凍存WI-38細胞，應使用95%培養基+5%DMSO配成的凍存液懸浮細胞後放入液氮中儲存。

## 應用
相較經過惡性轉化或本身就是腫瘤細胞的永生細胞系，WI-38更接近於正常狀態下的人體細胞。因此，WI-38細胞系在疫苗研發及腫瘤生物學研究中佔有重要的地位。

### 疫苗研發
WI-38在體外培養時性狀與正常體細胞接近，且能保持二倍體染色體組，適合作培養致病病毒的宿主，因此受到了疫苗研發者的歡迎。WI-38細胞十分作爲致病病毒培養的宿主。實際上，在1960年代，海弗里克建立WI-38細胞系的初衷正是爲了方便疫苗的研發。
在1970年代，供職於威斯塔研究所（Wistar Institution）的斯坦利·普洛特金（Stanley Plotkin）通過在30攝氏度條件下於WI-38細胞中培養風疹病毒，成功製得了低副作用的減毒風疹疫苗。該疫苗直到今天還是美國唯一採用的風疹疫苗。此外，脊髓灰质炎病毒等疫苗也是通過WI-38細胞製得。統計表明，WI-38細胞極大促進了疫苗產業的發展，已帶給疫苗產業超過10億美金的收益。

### 腫瘤生物學研究
在腫瘤生物學研究中，WI-38可以作爲代表正常細胞的實驗組或對照組。比如，研究者可以用WI-38作對照組研究抗癌藥物/療法對正常細胞有無殺傷作用等，亦可以用WI-38作爲模型確認某種方法是否能有效減輕接受某一抗癌療法的副作用。另外，腫瘤生物學研究者亦可以用WI-38研究致癌因子的作用。比如，研究者如果想確認某一病毒對腫瘤的形成是否有促進作用，可以在體外用此病毒感染WI-38細胞，再觀察接受過此種處理的WI-38發生惡性轉化的機率是否提高。

## 歷史
1962年，一位婦女在瑞典一家醫院實行了合法的墮胎手術。隨後，胎兒的屍體被裝入了冰盒中，送到了當時在美國賓夕法尼亞州威斯塔研究所供職的雷納德·海弗里克雷納德·海弗里克處。海弗里克在此前已經利用賓州本地的人工流產胎兒建立了名爲WI-1到WI-25的25個胚胎成纖維細胞系。值得注意的是，當時墮胎在賓州原則上是非法的。海弗里克利用這25個細胞系發現了海弗里克極限，爲後來獲得諾貝爾生理醫學獎的端粒酶研究打下了基礎。但這次，海弗里克決定用得到的胚胎建立一個能用於疫苗研發的穩定細胞系。在將該胚胎的肺成纖維進行原代培養，並傳代到第8代後，海弗里克僱傭了大量的技術人員，在短時間內將這些細胞移入數百個安瓿瓶凍存，成爲WI-38細胞系的基礎。隨後，海弗里克得知自己用來製作WI-38細胞系的胎兒家系無遺傳病和癌症——這表明WI-38細胞系適合用於疫苗的研發。1968年，海弗里克從威斯塔研究所辭職，前往加州的斯坦福大學醫學微生物系任教授。這也引發了至今懸而未決的WI-38細胞歸屬權問題。當時，就WI-38細胞的歸屬權問題爆發了矛盾。後來，經過美國國立衛生研究院（NIH）的調停，海弗里克與威斯塔研究所可以各得10個安瓿瓶的WI-38細胞，其餘WI-38細胞則全歸ATCC（美国典型培养物保藏中心）所有。海弗里克雖然接受了該協議，但他本人對此並不滿意。
在斯坦福大學任職期間，海弗里克向每位找他索取WI-38細胞的研究者索取15美金的費用——這和ATCC收取的運費相等。這引起了NIH的不滿。NIH隨後發起了對海弗里克的調查。最後，調查小組認定海弗里克對索要WI-38細胞的研究者收費是「侵吞美國國家財產」。另外，小組還指出，他的一些WI-38細胞已經被細菌污染。1976年，海弗里克從斯坦福大學辭職。在此前一年，NIH的工作人員在他外出開會期間沒收了他實驗室剩下的WI-38細胞。隨後，海弗里克找到了一份新工作，獲得了NIH的基金並拿回了一小部分WI-38細胞。

### 倫理學爭議
WI-38細胞的來源爲人工流產後的人胚胎，更具體地說是取自這些胚胎的肺部成纖維細胞。上述事實引起了倫理學上的爭議，而且這種爭議直到今天仍然存在。反墮胎活動人士一直反對WI-38細胞的應用。部分社會活動人士拒絕使用利用WI-38研發的疫苗等產品。社會活動人士黛比·溫內奇（Debi Vinnedge）表示，研發疫苗完全可以用那些不存在倫理學爭議的細胞系進行，但研發者卻仍然一直使用WI-38細胞系。那位1962年實行了墮胎手術的瑞典女性（她並不願意公開自己的姓名）在接受專訪時表示，她對自己人工流產後的胎兒在未經允許的情況下被用於研究感到十分憤怒。但一位科學家在接受自然雜誌專訪時表示，WI-38細胞確實拯救了數百萬人的生命。WI-38細胞系的建立者雷納德·海弗里克在一篇與S.J.奧利尚斯基（S. J. Olshansky）合著的文章中表示，WI-38細胞促成了許多疫苗的問世，減少了這些疾病的患病率，拯救了無數人的生命。

## 外部連結
- （英文）Cellosaurus entry for WI-38 （页面存档备份，存于）